# Royal Rumble (2022)
Royal Rumble (2022) foi um evento de luta livre profissional produzido pela WWE para as suas divisões de marca Raw e SmackDown. O evento foi ao ar em pay-per-view (PPV) e estava disponível para transmissão através do Peacock nos Estados Unidos e da WWE Network internacionalmente, o que o tornou o primeiro Royal Rumble a ser transmitido no Peacock. Aconteceu em 29 de janeiro de 2022, no The Dome at America's Center em St. Louis, Missouri.
Tradicionalmente, o vencedor do Royal Rumble recebe uma luta pelo campeonato mundial na WrestleMania daquele ano. Para o evento de 2022, os vencedores das lutas masculinas e femininas receberam a escolha de qual campeonato disputar na WrestleMania 38. Os lutadores podiam escolher lutar pelo Campeonato da WWE do Raw ou pelo Campeonato Universal do SmackDown, enquanto as lutadoras podiam escolher entre o Campeonato Feminino do Raw e o Campeonato Feminino do SmackDown.
Seis combates foram disputadas no evento. No evento principal, Brock Lesnar venceu o Royal Rumble masculino depois de perder seu Campeonato da WWE para Bobby Lashley no início da noite, tornando-se o primeiro ex-Campeão da WWE a vencer a luta no evento principal. na mesma noite em que perdeu o título. Isso também fez dele o nono vencedor duas vezes do Royal Rumble, vencendo-o pela primeira vez em 2003, e ele estabeleceu um recorde para o maior tempo entre as vitórias do Royal Rumble (19 anos), bem como o menor tempo gasto na partida antes de vencê-la (2:30). O Royal Rumble feminino foi vencida por Ronda Rousey, que foi sua primeira aparição na WWE desde a WrestleMania 35 em 2019. Na luta de abertura, Seth "Freakin" Rollins derrotou Roman Reigns por desqualificação, mas Reigns manteve o Campeonato Universal, pois os títulos não mudam de mãos por desqualificação a menos que estipulado. Notavelmente, o ator/dublê Johnny Knoxville e o cantor Bad Bunny apareceram na luta masculina Royal Rumble e a Campeã Mundial de Knockouts da Impact Mickie James apareceu na luta feminina. Este também foi o último evento da WWE para o comentarista espanhol Carlos Cabrera.

## Produção

### Introdução
O Royal Rumble é um evento anual premium ao vivo, produzido todo mês de janeiro pela WWE desde 1988. É um dos quatro pay-per-views (PPV) originais da empresa, junto com a WrestleMania, SummerSlam e Survivor Series, originalmente apelidada de "Big Four", e em outubro de 2021, é considerado um dos "Big Five", junto com Money in the Bank. É nomeado após o combate Royal Rumble, uma batalha real modificada na qual os participantes entram em intervalos cronometrados em vez de todos começarem no ringue ao mesmo tempo. O evento de 2022 foi o 35º evento na cronologia do Royal Rumble, sendo programado para ser realizado no sábado, 29 de janeiro no The Dome at America's Center em St. Louis, Missouri. Ele contou com lutadores das marcas Raw e SmackDown, com alguns lutadores selecionados do NXT e veteranos da WWE que devem aparecer em ambos os combates masculinos e femininos do Royal Rumble. Além do PPV e da WWE Network internacionalmente, será também o primeiro Royal Rumble a ir ao ar no Peacock, após a versão americana da WWE Network ser fundida com a Peacock em março de 2021.
A luta Royal Rumble geralmente apresenta 30 lutadores e o vencedor tradicionalmente ganha uma luta pelo campeonato mundial na WrestleMania daquele ano. Para 2022, os homens e mulheres podem escolher em qual campeonato mundial lutar na WrestleMania 38; os homens podem escolher o Campeonato da WWE do Raw ou o Campeonato Universal do SmackDown, enquanto as mulheres podem escolher o Campeonato Feminino do Raw ou o Campeonato Feminino do SmackDown. Em setembro de 2021, NXT foi rebatizado como "NXT 2.0" e voltou a ser o território de desenvolvimento da WWE. Embora os campeonatos do NXT - o Campeonato do NXT e o Campeonato Feminino do NXT - também fossem escolhas elegíveis para os vencedores do Rumble em 2020 e 2021, ainda não foi confirmado se os campeonatos do NXT permanecerão como escolhas elegíveis para o Royal Rumble de 2022.

### Enredo
O evento incluiu lutas que resultaram de enredos roteirizados, onde os lutadores retratam heróis, vilões ou personagens menos distintos em eventos roteirizados que criaram tensão e culminaram em uma luta ou em uma série de lutas. Os resultados foram predeterminados pelos escritores da WWE nas marcas Raw e SmackDown, enquanto as histórias foram produzidas nos programas semanais de televisão da WWE, Monday Night Raw e Friday Night SmackDown.
No Day 1, Brock Lesnar derrotou Bobby Lashley, Seth Rollins, Kevin Owens e o então campeão Big E em uma luta fatal five way para vencer o Campeonato da WWE; isto foi originalmente agendado como um combate fatal 4-way, mas Lesnar foi adicionado devido ao seu combate agendado contra o Campeão Universal Roman Reigns do SmackDown ser cancelado, já que Reigns testou positivo para COVID-19. No episódio seguinte do Raw, Lesnar se reuniu com Paul Heyman, que anunciou que o primeiro adversário de Lesnar pelo título seria determinado por uma luta entre Lashley, Owens, Rollins e Big E. Lashley venceu a luta para enfrentar Lesnar pelo Campeonato da WWE no Royal Rumble.
No Day 1, a Hall da Fama Beth Phoenix apareceu para ajudar seu marido e também Hall da Fama, Edge, enquanto ele estava sendo atacado por Maryse durante a luta com The Miz, em que Edge saiu como vencedor do combate. No Raw seguinte, Miz e Maryse repreenderam Edge e Phoenix, com o último desafiando Miz e Maryse para uma luta mista de duplas no Royal Rumble. Miz aceitou, apesar do desagrado de Maryse.
No Day 1, Becky Lynch derrotou Liv Morgan para reter o Campeonato Feminino do Raw. No Raw seguinte, Morgan confrontou Lynch, querendo outra revanche. Bianca Belair interrompeu, também querendo uma disputa pelo título por conta de seus negócios não resolvidos com Lynch. Seguiu-se uma briga. Mais tarde, nos bastidores, Doudrop confrontou os oficiais da WWE Adam Pearce e Sonya Deville e exigiu uma disputa pelo título porque estava cansada de Belair e Morgan sempre recebendo oportunidades. Pearce e Deville agendaram um combate triplo entre Belair, Doudrop e Morgan para a semana seguinte, com a vencedora enfrentando Lynch pelo Campeonato Feminino do Raw no Royal Rumble. A luta foi vencida por Doudrop graças a interferência de Lynch.
No Day 1, o ator e dublê de Jackass, Johnny Knoxville, anunciou que participaria da luta masculina Royal Rumble. No SmackDown seguinte, Sami Zayn encontrou Knoxville nos bastidores e afirmou que Knoxville não estava qualificado para competir na luta Royal Rumble, nem ganhou a oportunidade de estar nela. Depois que Zayn perdeu a luta naquela noite, Knoxville correu para o ringue e jogou Zayn por cima da corda. O locutor do ringue Mike Rome então anunciou que Knoxville havia se qualificado oficialmente para a luta Royal Rumble, para desgosto de Zayn.
No episódio de 7 de janeiro do SmackDown, como o Campeão Universal Roman Reigns não tinha um desafiante para seu título no Royal Rumble, o oficial da WWE Adam Pearce informou a Reigns que ele havia selecionado seu oponente. Reigns retrucou Pearce, afirmando que ele já havia derrotado todos na lista do SmackDown. Mais tarde naquela noite, Seth "Freakin" Rollins do Raw confrontou Reigns em seu vestiário, rindo histericamente de Reigns, aparentemente confirmando que ele era o selecionado de Pearce. No episódio de 10 de janeiro do Raw, Rollins confirmou que desafiaria Reigns pelo Campeonato Universal no Royal Rumble em um confronto interbrand. No episódio de 21 de janeiro do SmackDown, Rollins e Kevin Owens derrotaram The Usos (Jey Uso e Jimmy Uso) por desqualificação graças à interferência de Reigns, e de acordo com a estipulação, impedindo The Usos do ringue durante a luta pelo Campeonato Universal; se Rollins e Owens tivessem perdido, Rollins teria perdido sua oportunidade pelo título.
No episódio de 7 de janeiro do SmackDown, a Campeã Feminina do SmackDown, Charlotte Flair, revelou 18 das 30 mulheres que iriam competir na luta Royal Rumble feminina, incluindo Hall da Fama e veteranos, e notavelmente, a atual Campeã Mundial das Knockouts da Impact, Mickie James, marcando a primeira vez que a WWE reconheceu abertamente um dos campeonatos da Impact em sua programação canônica. Além disso, Flair declarou que ela também participaria da luta, afirmando que ela seria a primeira campeã feminina a vencer o Royal Rumble. Enquanto a vencedora tradicionalmente ganha uma luta pelo título na WrestleMania, Flair disse que ao invés disso escolheria sua oponente da WrestleMania 38.

## Evento
| Papel:                    | Nome:                                               |
| ------------------------- | --------------------------------------------------- |
| Comentaristas em inglês   | Michael Cole (SmackDown / Royal Rumble masculino)   |
| Comentaristas em inglês   | Pat McAfee (SmackDown / Royal Rumble masculino)     |
| Comentaristas em inglês   | Jimmy Smith (Raw / Royal Rumble feminino)           |
| Comentaristas em inglês   | Corey Graves (Raw / Royal Rumble feminino)          |
| Comentaristas em inglês   | Byron Saxton (Raw / Royal Rumble feminino)          |
| Comentaristas em espanhol | Carlos Cabrera                                      |
| Comentaristas em espanhol | Marcelo Rodríguez                                   |
| Anunciadores              | Mike Rome (Raw / Royal Rumble feminino)             |
| Anunciadores              | Samantha Irvin (SmackDown / Royal Rumble masculino) |
| Árbitros                  | Danilo Anfibio                                      |
| Árbitros                  | Shawn Bennett                                       |
| Árbitros                  | Jessika Carr                                        |
| Árbitros                  | Dan Engler                                          |
| Árbitros                  | Daphne Lashaunn                                     |
| Árbitros                  | Eddie Orengo                                        |
| Árbitros                  | Chad Patton                                         |
| Árbitros                  | Charles Robinson                                    |
| Árbitros                  | Ryan Tran                                           |
| Árbitros                  | Rod Zapata                                          |
| Painel do pré-show        | Kayla Braxton                                       |
| Painel do pré-show        | Kevin Patrick                                       |
| Painel do pré-show        | Peter Rosenberg                                     |
| Painel do pré-show        | Booker T                                            |
| Painel do pré-show        | Jerry Lawler                                        |

### Combates preliminares
O pay-per-view abriu com Roman Reigns defendendo o Campeonato Universal contra Seth "Freakin" Rollins, com The Usos (Jey Uso e Jimmy Uso) impedidos de entrar no ringue. Rollins fez sua entrada usando o antigo tema de entrada do The Shield e andou no meio da multidão para provocar Reigns. Nos momentos finais, Reigns aplicou a guilhotina em Rollins, que tocou a corda para anular a submissão; no entanto, Reigns se recusou a soltar Rollins e foi desqualificado, assim Rollins venceu a luta, mas Reigns permaneceu campeão, pois os títulos não mudam de mãos por desqualificação, a menos que estipulado. Após a luta, Reigns agrediu violentamente Rollins com uma cadeira de aço.
Em seguida foi a luta feminina Royal Rumble, onde a vencedora ganhou uma oportunidade por um título feminino na WrestleMania 38. Sasha Banks começou a luta junto com Melina, em sua primeira luta na WWE desde 2011. Banks eliminou Melina rapidamente, bem como Kelly Kelly (nº 4) mas Banks acabou sendo eliminada por Queen Zelina (nº 7). Em vez de competir na luta, Sonya Deville (nº 11) sentou-se nos comentários. Cameron, em sua primeira aparição na WWE desde 2016, entrou no número 13. Deville entrou oficialmente na luta e eliminou Cameron, devido a seus laços com Naomi, com quem Deville estava rivalizando no SmackDown. Naomi entrou com o número 14 e eliminou Deville, que mais tarde voltou para eliminar Naomi. Ivory entrou no número 18 com sua roupa da Right to Censor e foi rapidamente eliminada por Rhea Ripley (No. 16). A Campeã Mundial das Knockouts da Impact Mickie James entrou no número 20 e foi eliminada por Lita (Nº 26). Alicia Fox e Sarah Logan fizeram seus retornos surpresa no número 21 e 25, respectivamente, mas foram eliminadas pelas Bella Twins. Summer Rae, que apareceu no Smackdown antes do evento, reacendeu sua rivalidade com Natalya como ela voltou ao ringue pela primeira vez em mais de 6 anos no número 23, mas foi eliminada por ela. Mighty Molly entrou no número 27 e foi atacada por Nikki ASH e foi rapidamente eliminada. Ronda Rousey fez um retorno surpresa no número 28, sua primeira aparição desde a WrestleMania 35 em abril de 2019. A campeã feminina do SmackDown Charlotte Flair (nº 17) eliminou Lita (nº 26). As quatro finalistas foram Flair, Rousey, Bianca Belair (nº 8) e Shayna Baszler (nº 30). Flair eliminou Belair e Baszler. Como Flair tentou eliminar Rousey, Rousey pegou Flair e a eliminou para vencer a luta e ganhar uma oportunidade por um título feminino  de sua escolha na WrestleMania 38.
Depois disso, Becky Lynch defendeu o Campeonato Feminino do Raw contra Doudrop. No final, Lynch realizou o Man Handle Slam da corda superior em Doudrop para manter o título.
Na quarta luta, Brock Lesnar (acompanhado de Paul Heyman) defendeu o Campeonato da WWE contra Bobby Lashley (acompanhado de MVP). No início da luta, Lesnar e Lashley realizaram suplexes alemães um no outro. Lashley aplicou dois Spears em Lesnar, que rolou para fora do ringue. Como Lashley tentou executar um Spear em Lesnar através da barricada como ele fez no Day 1, Lesnar saiu do caminho e Lashley se chocou contra a barricada. De volta ao ringue, Lesnar realizou vários German suplexes em Lashley. Lashley aplicado o Hurt Lock em Lesnar, que tentou se libertar empurrando Lashley em um turnbuckle, inadvertidamente incapacitando o árbitro. Lesnar aplicou um F5 em Lashley que acidentalmente atingiu o árbitro novamente. No final, Roman Reigns entrou no ringue e executou um Spear em Lesnar. Reigns sinalizou para Heyman entregar-lhe o cinturão do Campeonato da WWE, o que ele fez. Reigns então atingiu Lesnar na cabeça com o título, após o que Heyman saiu com Reigns, realinhando-se com Reigns mais uma vez. Lashley derrotou Lesnar para vencer o título pela segunda vez.
Na penúltima luta, Edge e Beth Phoenix enfrentaram The Miz e Maryse em uma luta de duplas mistas. Durante a luta, enquanto o árbitro estava focado em Miz, Maryse acertou Phoenix por trás com sua bolsa e também conseguiu executar um hurricanrana em Edge da corda superior. Miz executou o Skull Crushing Finale em Edge para uma contagem de dois. No final, Edge e Phoenix realizaram um duplo Spear em Miz e realizaram um par de Glam Slams em Miz e Maryse para vencerem a luta.

### Evento principal
O evento principal foi a luta masculina Royal Rumble para uma luta por um título mundial na WrestleMania 38. AJ Styles e o Campeão Intercontinental Shinsuke Nakamura começaram a luta. Johnny Knoxville entrou no número 9 e foi atrás de Sami Zayn (nº 8). Depois que Knoxville levou alguns finalizadores de outros lutadores, ele foi eliminado por Zayn, que também foi eliminado. Omos entrou no número 11 e eliminou alguns participantes. Os outros se juntaram contra Omos para eliminá-lo, incluindo Styles. Happy Corbin (nº 15) e Madcap Moss (nº 19) ajudaram-se mutuamente na eliminação de alguns concorrentes. Drew McIntyre fez um retorno surpresa de lesão no número 21 e eliminou Corbin e Moss como vingança por eles ferirem-no algumas semanas antes. Kofi Kingston entrou no número 24, mas foi eliminado em 20 segundos devido a uma falha; ele tentou pousar na barricada externa, mas ambos os pés acidentalmente atingiram o chão. Em sua primeira aparição desde a WrestleMania 37 no ano anterior, Bad Bunny entrou com o número 27 como um participante surpresa e eliminou Sheamus (nº 18) e Dolph Ziggler (nº 16). Shane McMahon, também em sua primeira aparição desde a WrestleMania 37, entrou no número 28 como um participante surpresa e eliminou Kevin Owens (nº 22). Brock Lesnar então entrou como o número 30 e eliminou Randy Orton (nº 29) e Bad Bunny, trazendo os quatro finalistas para ele, McIntyre, McMahon e Riddle (nº 20). Lesnar eliminou Riddle e McMahon antes de encarar McIntyre, o mesmo homem que eliminou Lesnar no Royal Rumble de 2020 . McIntyre errou um Claymore Kick e Lesnar jogou McIntyre por cima da corda com um F5 para vencer a luta e ganhar uma luta pelo título mundial na WrestleMania 38, tornando-se a quarta pessoa a vencer com o número 30 (depois de The Undertaker em 2007, John Cena em 2008 e Triple H em 2016). Isso fez de Lesnar o nono a vencer duas vezes o Royal Rumble, sendo sua primeira vitória em 2003 . Isso também fez dele a primeira pessoa a perder o título mundial e depois vencer o Rumble na mesma noite. Entre os outros vencedores do Royal Rumble por várias vezes, Lesnar também estabeleceu um recorde de maior tempo entre as vitórias do Royal Rumble aos 19 anos. Ele também estabeleceu o recorde de menor tempo gasto no Royal Rumble antes de vencê-lo. Ele ficou na luta por 2 minutos e 30 segundos, batendo o recorde de Edge de 2010 por 5 minutos e 7 segundos.

## Recepção
A luta masculina Royal Rumble foi amplamente criticada pelos fãs devido ao que eles sentiram ser a falta de surpresas e poder de estrela, com alguns listando-a entre as piores lutas Royal Rumble da história da WWE. Escrevendo para o site da Sports Illustrated, Bryan Alvarez descreveu a luta como "chata", chamando-a de "Rumble genérico bastante pelos números" como "a coisa mais notável sobre a luta foi a rapidez com que eles estavam apressando tudo para tirar o show do ar à meia-noite, embora a história do Royal Rumble tenha mostrado que falsificar os intervalos não é algo que a WWE jamais evitou, e fazê-lo aqui teria deixado mais tempo para os grandes momentos no fim."

## Após o evento
No episódio seguinte do Raw, Ronda Rousey ponderou sobre qual título desafiar, já que ela tinha uma história aquecida com as duas campeãs atuais. Depois que a Campeã Feminina do Raw Becky Lynch confrontou Rousey e exigiu que ela fizesse sua escolha naquela noite, Rousey respondeu que revelaria sua escolha no SmackDown. Lá, Rousey anunciou que desafiaria Charlotte Flair pelo Campeonato Feminino do SmackDown na WrestleMania 38.

### Raw
Também no episódio seguinte do Raw, Brock Lesnar revelou que desafiaria Roman Reigns pelo Campeonato Universal na WrestleMania 38. No entanto, ele também desafiou Bobby Lashley para uma revanche pelo Campeonato da WWE naquela noite devido ao controverso final no Royal Rumble. Lashley recusou, no entanto, o oficial da WWE Adam Pearce adicionou Lesnar à luta Elimination Chamber pelo Campeonato da WWE no Elimination Chamber. Seth "Freakin" Rollins também foi adicionado ao combate devido a derrotar tecnicamente Reigns no Royal Rumble. Lesnar venceu a luta Elimination Chamber para recuperar o Campeonato da WWE, convertendo assim sua luta pelo Campeonato Universal contra Reigns na WrestleMania em uma luta Winner Takes All pela unificação dos campeonatos.

### SmackDown
Drew McIntyre também continuou sua rivalidade com Happy Corbin e Madcap Moss no SmackDown devido a eles quase terminarem sua carreira no Day 1.

## Lutas
| Nº                                          | Resultados                                                            | Estipulações                                                                            | Tempo |
| ------------------------------------------- | --------------------------------------------------------------------- | --------------------------------------------------------------------------------------- | ----- |
| 1                                           | Seth "Freakin" Rollins derrotou Roman Reigns (c) por desclassificação | Luta individual pelo Campeonato Universal; The Usos (Jey e Jimmy) banidos do ringue.    | 14:25 |
| 2                                           | Ronda Rousey venceu eliminando por ultimo Charlotte Flair             | Luta Royal Rumble de 30 lutadoras por uma luta por um título mundial na WrestleMania 38 | 59:40 |
| 3                                           | Becky Lynch (c) derrotou Doudrop                                      | Luta individual pelo Campeonato Feminino do Raw                                         | 13:00 |
| 4                                           | Bobby Lashley (com MVP) derrotou Brock Lesnar (c) (com Paul Heyman)   | Luta individual pelo Campeonato da WWE                                                  | 10:15 |
| 5                                           | Edge e Beth Phoenix derrotaram The Miz e Maryse                       | Luta de duplas mistas                                                                   | 12:30 |
| 6                                           | Brock Lesnar venceu eliminando por ultimo Drew McIntyre               | Luta Royal Rumble de 30 lutadores por uma luta por um título mundial na WrestleMania 38 | 51:10 |
| (c) – Refere-se aos campeões antes da luta. |                                                                       |                                                                                         |       |

### Entradas e eliminações da luta Royal Rumble
| Símbolo | Significado                       |
| ------- | --------------------------------- |
|         | Indica os lutadores do Raw.       |
|         | Indica os lutadores do SmackDown. |
|         | Indica os lutadores sem divisão.  |
|         | Indica o(a) vencedor(a).          |

#### Luta Royal Rumble masculina
| Nº | Lutador           | Ordem de eliminação | Eliminado por                                                                    | Tempo | Eliminações |
| -- | ----------------- | ------------------- | -------------------------------------------------------------------------------- | ----- | ----------- |
| 1  | AJ Styles         | 14º                 | Madcap Moss                                                                      | 29:06 | 6           |
| 2  | Shinsuke Nakamura | 2º                  | AJ Styles                                                                        | 05:51 | 0           |
| 3  | Austin Theory     | 11º                 | AJ Styles                                                                        | 22:06 | 1           |
| 4  | Robert Roode      | 1º                  | AJ Styles                                                                        | 00:54 | 0           |
| 5  | Ridge Holland     | 12º                 | AJ Styles                                                                        | 19:11 | 1           |
| 6  | Montez Ford       | 6º                  | Omos                                                                             | 09:10 | 0           |
| 7  | Damian Priest     | 7º                  | Omos                                                                             | 11:04 | 0           |
| 8  | Sami Zayn         | 4º                  | AJ Styles                                                                        | 03:17 | 1           |
| 9  | Johnny Knoxville  | 3º                  | Sami Zayn                                                                        | 01:26 | 0           |
| 10 | Angelo Dawkins    | 5º                  | Omos                                                                             | 02:15 | 0           |
| 11 | Omos              | 8º                  | AJ Styles, Austin Theory, Ridge Holland, Ricochet, Chad Gable e Dominik Mysterio | 04:24 | 3           |
| 12 | Ricochet          | 9º                  | Happy Corbin                                                                     | 04:23 | 1           |
| 13 | Chad Gable        | 13º                 | Rick Boogs                                                                       | 08:18 | 1           |
| 14 | Dominik Mysterio  | 10º                 | Happy Corbin                                                                     | 03:44 | 1           |
| 15 | Happy Corbin      | 17º                 | Drew McIntyre                                                                    | 10:47 | 3           |
| 16 | Dolph Ziggler     | 20º                 | Rey Mysterio e Bad Bunny                                                         | 20:46 | 0           |
| 17 | Sheamus           | 19º                 | Bad Bunny                                                                        | 17:55 | 0           |
| 18 | Rick Boogs        | 15º                 | Happy Corbin                                                                     | 04:33 | 1           |
| 19 | Madcap Moss       | 16º                 | Drew McIntyre                                                                    | 04:24 | 1           |
| 20 | Riddle            | 27º                 | Brock Lesnar                                                                     | 19:46 | 2           |
| 21 | Drew McIntyre     | 29º                 | Brock Lesnar                                                                     | 19:18 | 2           |
| 22 | Kevin Owens       | 22º                 | Shane McMahon                                                                    | 11:13 | 1           |
| 23 | Rey Mysterio      | 21º                 | Otis                                                                             | 09:05 | 1           |
| 24 | Kofi Kingston     | 18º                 | Kevin Owens                                                                      | 00:21 | 0           |
| 25 | Otis              | 24º                 | Riddle e Randy Orton                                                             | 08:52 | 1           |
| 26 | Big E             | 23º                 | Riddle e Randy Orton                                                             | 06:37 | 0           |
| 27 | Bad Bunny         | 26º                 | Brock Lesnar                                                                     | 07:41 | 2           |
| 28 | Shane McMahon     | 28º                 | Brock Lesnar                                                                     | 05:38 | 1           |
| 29 | Randy Orton       | 25º                 | Brock Lesnar                                                                     | 02:21 | 2           |
| 30 | Brock Lesnar      | —                   | Vencedor                                                                         | 02:32 | 5           |

#### Luta Royal Rumble feminina
| Símbolo | Significado                                       |
| ------- | ------------------------------------------------- |
|         | Indica os lutadores do Raw.                       |
|         | Indica os lutadores do SmackDown.                 |
|         | Indica os lutadores do Impact Wrestling.          |
|         | Indica os lutadores introduzidos ao Hall da Fama. |
|         | Indica os lutadores sem divisão.                  |
|         | Indica o(a) vencedor(a).                          |

| Nº | Lutadora        | Ordem de eliminação | Eliminada por      | Tempo | Eliminações |
| -- | --------------- | ------------------- | ------------------ | ----- | ----------- |
| 1  | Sasha Banks     | 3ª                  | Queen Zelina       | 09:44 | 2           |
| 2  | Melina          | 1ª                  | Sasha Banks        | 00:53 | 0           |
| 3  | Tamina          | 5ª                  | Natalya            | 16:41 | 0           |
| 4  | Kelly Kelly     | 2ª                  | Sasha Banks        | 01:05 | 0           |
| 5  | Aliyah          | 10ª                 | Charlotte Flair    | 22:50 | 0           |
| 6  | Liv Morgan      | 17ª                 | Brie Bella         | 37:20 | 0           |
| 7  | Queen Zelina    | 9ª                  | Rhea Ripley        | 17:25 | 1           |
| 8  | Bianca Belair   | 27ª                 | Charlotte Flair    | 47:30 | 1           |
| 9  | Dana Broke      | 4ª                  | Michelle McCool    | 02:12 | 0           |
| 10 | Michelle McCool | 13ª                 | Mickie James       | 20:50 | 1           |
| 11 | Sonya Deville   | 7ª                  | Naomi              | 02:00 | 2           |
| 12 | Natalya         | 24ª                 | Bianca Belair      | 36:17 | 2           |
| 13 | Cameron         | 6ª                  | Sonya Deville      | 00:51 | 0           |
| 14 | Naomi           | 11ª                 | Sonya Deville      | 07:18 | 1           |
| 15 | Carmella        | 8ª                  | Rhea Ripley        | 00:50 | 0           |
| 16 | Rhea Ripley     | 26ª                 | Charlotte Flair    | 30:59 | 2           |
| 17 | Charlotte Flair | 29ª                 | Ronda Rousey       | 31:23 | 5           |
| 18 | Ivory           | 12ª                 | Rhea Ripley        | 00:25 | 0           |
| 19 | Brie Bella      | 22ª                 | Ronda Rousey       | 19:21 | 3           |
| 20 | Mickie James    | 18ª                 | Lita               | 11:40 | 1           |
| 21 | Alicia Fox      | 15ª                 | Nikki Bella        | 06:30 | 0           |
| 22 | Nikki A.S.H.    | 20ª                 | Ronda Rousey       | 12:13 | 1           |
| 23 | Summer Rae      | 14ª                 | Natalya            | 00:52 | 0           |
| 24 | Nikki Bella     | 21ª                 | Brie Bella         | 08:40 | 2           |
| 25 | Sarah Logan     | 16ª                 | Brie e Nikki Bella | 00:43 | 0           |
| 26 | Lita            | 25ª                 | Charlotte Flair    | 10:21 | 1           |
| 27 | Mighty Holly    | 19ª                 | Nikki A.S.H.       | 00:20 | 0           |
| 28 | Ronda Rousey    | —                   | Vencedora          | 10:16 | 4           |
| 29 | Shotzi          | 23ª                 | Ronda Rousey       | 02:56 | 0           |
| 30 | Shayna Baszler  | 28ª                 | Charlotte Flair    | 05:31 | 0           |